# چمانی وسط
چمانی وسط، روستایی است از توابع بخش مرکزی شهرستان مینودشت در استان گلستان ایران.

## جمعیت
این روستا در دهستان کوهسارات قرار داشته و بر اساس سرشماری سال ۱۳۸۵ جمعیت آن ۹۷ نفر (۲۴ خانوار)
بوده است.